# 釋寬謙
釋寬謙（1956年—），俗名楊漢珩，生於台灣台北市，為漢傳佛教比丘尼。現為新竹永修精舍住持及覺風佛教藝術文化基金會理事長。法師除善講中觀、唯識等佛教經論，亦著力於推廣佛教藝術。

## 生平
寬謙法師俗名楊漢珩，乃著名雕塑家楊英風之三女。成長於藝術氣氛濃厚的家庭。
1972年進入中山女中就讀，與洪秀柱立委、蔡英文總統、李登輝總統夫人曾文惠（第三女高）同為是中山女中的校友。
後畢業於淡江大學建築系、成功大學建築所博士班
1983年，法師祖母過世，禮請父親摯友覺心法師主理佛事，當時已萌出家意願。

## 佛行事業
法師於1986年2月於新竹法源講寺，禮覺心法師剃度出家。1986年10月於高雄元亨寺受具足戒。
法師對佛教藝術興趣濃厚，以法源寺法脈、佛教藝術及修行都是密不可分，擔負推展「佛教藝術」的使命，而於1988年創立財團法人覺風佛教藝術文化基金會。
曾任華嚴專宗、福嚴佛學院、圓光佛學院、弘誓佛學院、玄奘大學宗教系講師。1999年至2007曾任法源講寺住持，2007年任新竹永修精舍住持迄今。
法師在自我修學過程中，深深契合於印順導師的思想，爾後曾講授之《成佛之道》、《印度佛教思想史》、《寶積經》、《維摩詰經》、《金剛經》、《心經》、《藥師經》、《瑜伽師地論》、《八識規矩頌》等經論，善用科判方法來講解佛理，講經過程皆以多媒體方式流布。